# 将军路街道 (武汉市)
将军路街道，是中华人民共和国湖北省武汉市东西湖区下辖的一个乡镇级行政单位。

## 行政区划
将军路街道下辖以下地区：
将花社区、姑李路社区、将军路社区、将军北路社区、张家墩社区、梅花池社区和马池墩社区。